# 賛成カワイイ!
「賛成カワイイ!」（さんせいカワイイ）は、日本の女性アイドルグループ・SKE48の楽曲。作詞は秋元康、作曲はSunghoが担当した。2013年11月20日に、SKE48の13枚目のシングルとしてavex traxから発売された。2回目の出場となった『第64回NHK紅白歌合戦』（2013年）の歌唱楽曲。楽曲のセンターポジションは松井珠理奈と松井玲奈が務めた。

## 背景とリリース
前作「美しい稲妻」から約4か月ぶりで、2013年3枚目のシングル。TYPE-A、TYPE-B、TYPE-C、TYPE-D、劇場盤の5形態でのリリース。
「賛成カワイイ!」は、2013年10月26日に神戸ワールド記念ホールで行われたコンサート「SKE党決起集会。『箱で推せ!』」で初披露された。この曲を歌う選抜メンバーは、前作から3人が入れ替わった。柴田阿弥・北川綾巴が初選抜。中西優香は「キスだって左利き」以来約1年2か月ぶりの選抜復帰。前作の選抜メンバーのうち、新土居沙也加・矢方美紀・木下有希子が選抜から外れた。菅なな子・向田茉夏（ともに卒業）が表題曲に参加するシングルはこれが最後となった。
カップリングは6曲で、「チョコの奴隷」以来2作振りに「白組」「紅組」が結成された。新たなユニットでは、須田亜香里と松村香織のデュオ「だ〜す〜&つ〜ま〜」が「ここで一発」を、愛知トヨタ自動車とSKE48とのコラボレーション企画「でぃすかば愛知!プロジェクト」のメンバーで構成される「愛知トヨタ選抜」が「道は なぜ続くのか?」を、それぞれ歌っている。また本作の「セレクション8」は、2013年4月13日のコンサート『SKE48春コン2013「変わらないこと。ずっと仲間なこと」』で発表されたチーム再編（組閣）の際に正規メンバーに昇格した8人で構成され、「いつのまにか、弱い者いじめ」を歌っている。また「AKB48 32ndシングル 選抜総選挙」にランクインしたSKE48メンバー18人で「セレクション18」が新たに結成され、「ずっとずっと先の今日」を歌っている。
「美しい稲妻」では3つの正規チームおよび研究生の楽曲があったため、「チョコの奴隷」ではカップリング5曲に全メンバーが割り振られる人選だったため、直近のシングルでは全てのメンバーがCDに参加していた。しかし、今作は研究生のうち12人（井田玲音名、折戸愛彩、鎌田菜月、後藤真由子、佐々木柚香、空美夕日、竹内彩姫、野口由芽、日高優月、矢野杏月、山田樹奈、山本由香）がどの楽曲にも参加していない。
『AKB48 リクエストアワー セットリストベスト200 2014』では、「ここで一発」がAKB48グループの楽曲としては最高順位となる4位に選ばれた。なお、「賛成カワイイ!」は78位、「いつのまにか、弱い者いじめ」は90位だった。
キャッチコピーは「難しく考えるな、前に進め!」。
CDの封入特典として、初回生産分には全国握手会参加引換券および全国握手会イベント「大抽選会」スクラッチカードが各1枚と、全16種類ある生写真のうち1枚が付いた。

## 音楽性と批評
内気な男の子が表に出せないながらも、クラスの「マドンナ」へ抱く恋心を歌う曲。「CDジャーナル」によれば、シンセサイザーとギターがメインのアッパーなメロディになっている。曲中には、メンバーとファンがお互いにコールを掛け合う"コール&レスポンス"のパートがある。

## アートワーク
| TYPE-A 初回限定盤 表 | 大矢真那・松井珠理奈・向田茉夏・古川愛李      |
| TYPE-A 通常盤 表     | 古川愛李・木本花音・松井珠理奈・大場美奈      |
| TYPE-A 裏            | 「だ〜す〜&つ〜ま〜」（須田亜香里・松村香織） |
| TYPE-B 初回限定盤 表 | 古畑奈和・松井玲奈・高柳明音・石田安奈        |
| TYPE-B 通常盤 表     | 中西優香・向田茉夏・松井玲奈・古畑奈和        |
| TYPE-B 裏            | 「セレクション8」メンバー8名                  |
| TYPE-C 初回限定盤 表 | 柴田阿弥・木﨑ゆりあ・菅なな子・中西優香      |
| TYPE-C 通常盤 表     | 大矢真那・木﨑ゆりあ・北川綾巴・石田安奈      |
| TYPE-C 裏            | 「白組」メンバー16名                          |
| TYPE-D 初回限定盤 表 | 大場美奈・須田亜香里・北川綾巴・古畑奈和      |
| TYPE-D 通常盤 表     | 柴田阿弥・須田亜香里・高柳明音・菅なな子      |
| TYPE-D 裏            | 「紅組」メンバー16名                          |
| 劇場盤 表            | 「賛成カワイイ!」選抜メンバー16名             |
| 劇場盤 裏            | 「賛成カワイイ!」選抜メンバー16名             |

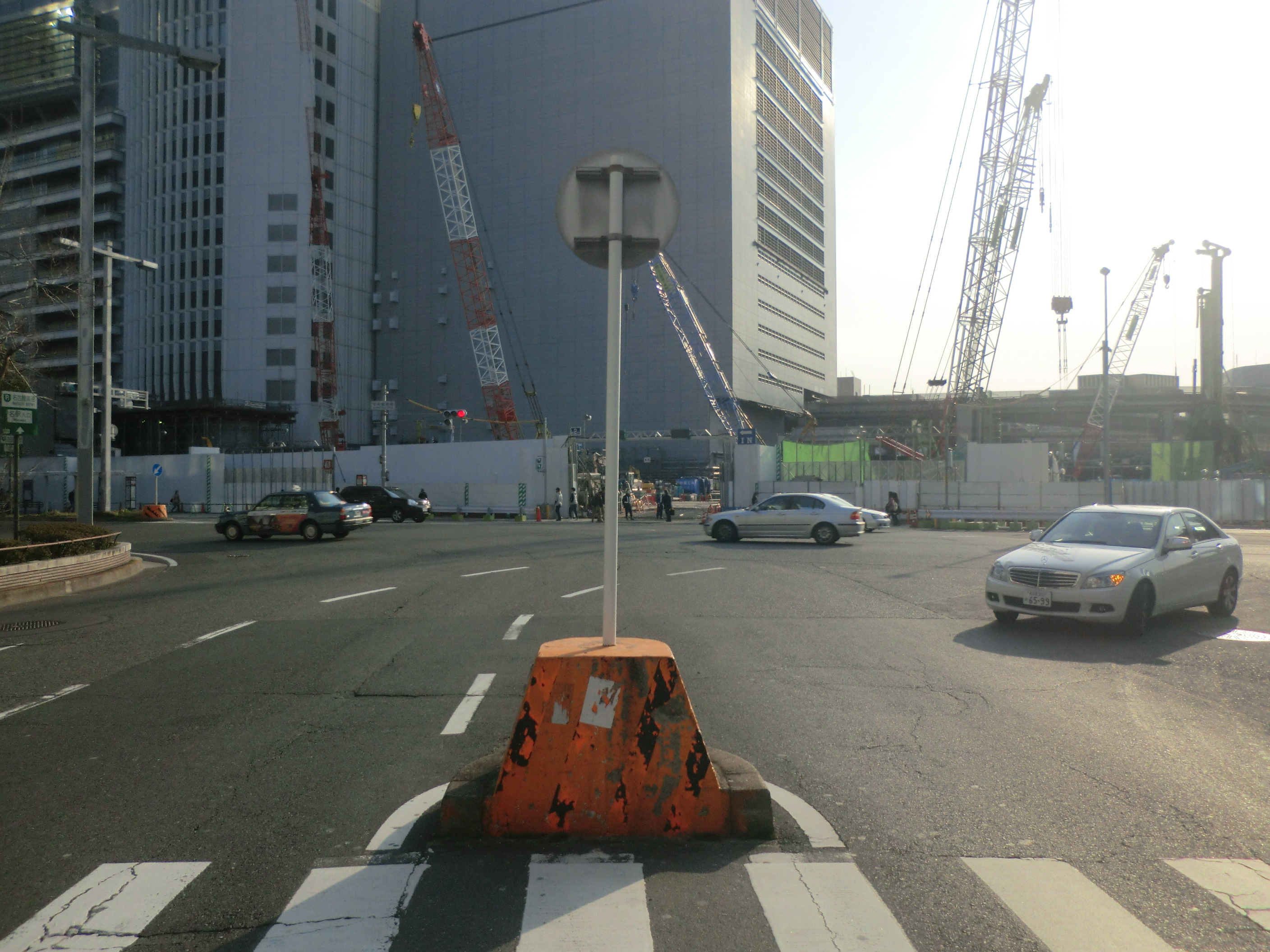
ジャケット背景に写真が使用された名古屋中央郵便局跡地の再開発工事現場

CDジャケットに描かれているタイトルロゴは、チームKIIの大場美奈によるもの。

## チャート成績
「賛成カワイイ!」のシングルCDは、2013年12月2日付オリコン週間シングルチャートにおいて初登場で1位にランクインした。同チャートにおけるSKE48のシングルの1位獲得は9作連続・通算9作目となり、女性グループの連続1位獲得数でピンク・レディーに並び、AKB48に続く歴代2位タイとなった。一方で初動売上は44万9000枚を記録したが、前作より落とし、｢アイシテラブル!」以来4作ぶりに50万を割った。

## ミュージック・ビデオ
ミュージック・ビデオはタイのパタヤで2013年10月に撮影され、同年11月7日にショートバージョンがYouTubeで公開されている。"パタヤビーチ通り"でメンバーが分かれて8頭の象に乗り行進するシーン、"ウォーキングストリート"でダンスを踊るシーンなどで構成されている。振付は西田一生（西田プロジェクト）が担当。

## ライブ・パフォーマンス
『第64回NHK紅白歌合戦』出場の際には、ポンポンを振ったり応援旗を振ったりする演出とともに通常とは違うアレンジをした振付けが披露された。間奏部分では、名古屋の学生よさこいチームの指導によるよさこいを取り入れた振りや、チアリーディングのジャンプ技などが組み入れられた。

## メディアでの使用
「賛成カワイイ」は、AiiA携帯カードゲーム『SKE48 Passion For You』CMソングに、「ここで一発」は、壱番屋『SKE48 コラボキャンペーン』CMソングに使用されている。

## シングル収録トラック

### TYPE-A
| #         | タイトル                                 | 作詞      | 作曲      | 編曲           | 時間  |
| --------- | ---------------------------------------- | --------- | --------- | -------------- | ----- |
| 1.        | 「賛成カワイイ!」                        | 秋元康    | Sungho    | 生田真心       | 4:18  |
| 2.        | 「ここで一発」(だ〜す〜&つ〜ま〜)        | 秋元康    | 真崎修    | 真崎修         | 4:05  |
| 3.        | 「道は なぜ続くのか?」(愛知トヨタ選抜)   | 秋元康    | 市川裕一  | 野中“まさ”雄一 | 4:09  |
| 4.        | 「ずっとずっと先の今日」(セレクション18) | 秋元康    | 依光輝久  | 野中“まさ”雄一 | 4:22  |
| 5.        | 「賛成カワイイ! off vocal」              |           |           |                |       |
| 6.        | 「ここで一発 off vocal」                 |           |           |                |       |
| 7.        | 「道は なぜ続くのか? off vocal」         |           |           |                |       |
| 8.        | 「ずっとずっと先の今日 off vocal」       |           |           |                |       |
| 合計時間: | 合計時間:                                | 合計時間: | 合計時間: | 合計時間:      | 33:51 |

| #  | タイトル                                                                           | 作詞 | 作曲・編曲 | 監督       |
| -- | ---------------------------------------------------------------------------------- | ---- | ---------- | ---------- |
| 1. | 「賛成カワイイ! Music Video」                                                      |      |            | 丸山健志   |
| 2. | 「ここで一発 Music Video」                                                         |      |            | 瀬田なつき |
| 3. | 「特典映像 1. 維新軍 決起集会 2. 決戦I「顔面プロレス〜SKE48の“顔”はワタシだ!〜」」 |      |            |            |

### TYPE-B
| #         | タイトル                                      | 作詞      | 作曲               | 編曲               | 時間  |
| --------- | --------------------------------------------- | --------- | ------------------ | ------------------ | ----- |
| 1.        | 「賛成カワイイ!」                             | 秋元康    | Sungho             | 生田真心           | 4:19  |
| 2.        | 「いつのまにか、弱い者いじめ」(セレクション8) | 秋元康    | 手島晴輝、中寺康文 | 小森雄壱、中寺康文 | 5:01  |
| 3.        | 「道は なぜ続くのか?」(愛知トヨタ選抜)        | 秋元康    | 市川裕一           | 野中“まさ”雄一     | 4:09  |
| 4.        | 「ずっとずっと先の今日」(セレクション18)      | 秋元康    | 依光輝久           | 野中“まさ”雄一     | 4:22  |
| 5.        | 「賛成カワイイ! off vocal」                   |           |                    |                    |       |
| 6.        | 「いつのまにか、弱い者いじめ off vocal」      |           |                    |                    |       |
| 7.        | 「道は なぜ続くのか? off vocal」              |           |                    |                    |       |
| 8.        | 「ずっとずっと先の今日 off vocal」            |           |                    |                    |       |
| 合計時間: | 合計時間:                                     | 合計時間: | 合計時間:          | 合計時間:          | 35:44 |

| #  | タイトル                                                                              | 作詞 | 作曲・編曲 | 監督     |
| -- | ------------------------------------------------------------------------------------- | ---- | ---------- | -------- |
| 1. | 「賛成カワイイ! Music Video」                                                         |      |            | 丸山健志 |
| 2. | 「いつのまにか、弱い者いじめ Music Video」                                            |      |            | 中村太洸 |
| 3. | 「特典映像II 1. 維新軍 決起集会 2. 決戦II「顔面プロレス〜SKE48の“顔”はワタシだ!〜」」 |      |            |          |

### TYPE-C
| #         | タイトル                                 | 作詞      | 作曲      | 編曲           | 時間  |
| --------- | ---------------------------------------- | --------- | --------- | -------------- | ----- |
| 1.        | 「賛成カワイイ!」                        | 秋元康    | Sungho    | 生田真心       | 4:19  |
| 2.        | 「カナリアシンドローム」(白組)           | 秋元康    | 早川暁雄  | 増田武史       | 4:22  |
| 3.        | 「道は なぜ続くのか?」(愛知トヨタ選抜)   | 秋元康    | 市川裕一  | 野中“まさ”雄一 | 4:09  |
| 4.        | 「ずっとずっと先の今日」(セレクション18) | 秋元康    | 依光輝久  | 野中“まさ”雄一 | 4:22  |
| 5.        | 「賛成カワイイ! off vocal」              |           |           |                |       |
| 6.        | 「カナリアシンドローム off vocal」       |           |           |                |       |
| 7.        | 「道は なぜ続くのか? off vocal」         |           |           |                |       |
| 8.        | 「ずっとずっと先の今日 off vocal」       |           |           |                |       |
| 合計時間: | 合計時間:                                | 合計時間: | 合計時間: | 合計時間:      | 34:26 |

| #  | タイトル                                                                                | 作詞 | 作曲・編曲 | 監督     |
| -- | --------------------------------------------------------------------------------------- | ---- | ---------- | -------- |
| 1. | 「賛成カワイイ! Music Video」                                                           |      |            | 丸山健志 |
| 2. | 「カナリアシンドローム Music Video」                                                    |      |            | 池田一真 |
| 3. | 「特典映像III 1. 維新軍 決起集会 2. 決戦III「顔面プロレス〜SKE48の“顔”はワタシだ!〜」」 |      |            |          |

### TYPE-D
| #         | タイトル                                        | 作詞      | 作曲      | 編曲           | 時間  |
| --------- | ----------------------------------------------- | --------- | --------- | -------------- | ----- |
| 1.        | 「賛成カワイイ!」                               | 秋元康    | Sungho    | 生田真心       | 4:19  |
| 2.        | 「石榴の実は憂鬱が何粒詰まっている?」(紅組)     | 秋元康    | 渡辺泰司  | 渡辺泰司       | 5:06  |
| 3.        | 「道は なぜ続くのか?」(愛知トヨタ選抜)          | 秋元康    | 市川裕一  | 野中“まさ”雄一 | 4:09  |
| 4.        | 「ずっとずっと先の今日」(セレクション18)        | 秋元康    | 依光輝久  | 野中“まさ”雄一 | 4:22  |
| 5.        | 「賛成カワイイ! off vocal」                     |           |           |                |       |
| 6.        | 「石榴の実は憂鬱が何粒詰まっている? off vocal」 |           |           |                |       |
| 7.        | 「道は なぜ続くのか? off vocal」                |           |           |                |       |
| 8.        | 「ずっとずっと先の今日 off vocal」              |           |           |                |       |
| 合計時間: | 合計時間:                                       | 合計時間: | 合計時間: | 合計時間:      | 35:54 |

| #  | タイトル                                                                              | 作詞 | 作曲・編曲 | 監督     |
| -- | ------------------------------------------------------------------------------------- | ---- | ---------- | -------- |
| 1. | 「賛成カワイイ! Music Video」                                                         |      |            | 丸山健志 |
| 2. | 「石榴の実は憂鬱が何粒詰まっている? Music Video」                                     |      |            | 園田俊郎 |
| 3. | 「特典映像IV 1. 維新軍 決起集会 2. 決戦IV「顔面プロレス〜SKE48の“顔”はワタシだ!〜」」 |      |            |          |

#### 特典映像詳細
TYPE-A,B,C,D収録の「顔面プロレス〜SKE48の“顔”はワタシだ!〜」のメンバー割り振りは以下の通り。
| TYPE-A | TYPE-B | TYPE-C | TYPE-D |
| - 二村春香vs須田亜香里 - 宮前杏実vs中西優香 - 熊崎晴香vs松村香織 - 山田樹奈vs山田澪花 - 古畑奈和vs大矢真那 - 北野瑠華vs酒井萌衣 - 矢野杏月vs高柳明音 - 新土居沙也加vs梅本まどか - 荻野利沙vs井口栞里 - 市野成美vs都築里佳 | - 宮前杏実vs松井珠理奈 - 北川綾巴vs石田安奈 - 市野成美vs佐藤聖羅 - 矢野杏月vs加藤るみ - 北野瑠華vs木﨑ゆりあ - 山田みずほvs磯原杏華 - 野口由芽vs古川愛李 - 青木詩織vs金子栞 - 井田玲音名vs柴田阿弥 - 東李苑vs山下ゆかり | - 東李苑vs松井玲奈 - 北川綾巴vs佐藤実絵子 - 空美夕日vs矢方美紀 - 菅なな子vs木下有希子 - 山田みずほvs水埜帆乃香 - 岩永亞美vs鬼頭桃菜 - 江籠裕奈vs松本梨奈 - 新土居沙也加vs加藤智子 - 折戸愛彩vs木本花音 - 大脇有紗vs高木由麻奈 | - 菅なな子vs大場美奈 - 竹内彩姫vs竹内舞 - 江籠裕奈vs向田茉夏 - 鎌田菜月vs内山命 - 二村春香vs小林亜実 - 北原侑奈vs出口陽 - 日高優月vs阿比留李帆 - 山本由香vs斉藤真木子 - 佐々木柚香vs犬塚あさな - 後藤真由子vs後藤理沙子 |

### 劇場盤
| #  | タイトル                                 | 作詞   | 作曲     | 編曲           | 時間 |
| -- | ---------------------------------------- | ------ | -------- | -------------- | ---- |
| 1. | 「賛成カワイイ!」                        | 秋元康 | Sungho   | 生田真心       | 4:18 |
| 2. | 「道は なぜ続くのか?」(愛知トヨタ選抜)   | 秋元康 | 市川裕一 | 野中“まさ”雄一 | 4:09 |
| 3. | 「ずっとずっと先の今日」(セレクション18) | 秋元康 | 依光輝久 | 野中“まさ”雄一 | 4:22 |
| 4. | 「SKE48 13th Single Medley」             |        |          |                |      |
| 5. | 「賛成カワイイ! off vocal」              |        |          |                |      |
| 6. | 「道は なぜ続くのか? off vocal」         |        |          |                |      |
| 7. | 「ずっとずっと先の今日 off vocal」       |        |          |                |      |

## 選抜メンバー
- 石田安奈
- 大場美奈
- 大矢真那
- 木﨑ゆりあ
- 北川綾巴
- 木本花音
- 柴田阿弥
- 菅なな子
- 須田亜香里
- 高柳明音
- 中西優香
- 古川愛李
- 古畑奈和
- 松井珠理奈
- 松井玲奈
- 向田茉夏